# Mario Meoni
Mario Andrés Meoni (Ascensión, 22 de enero de 1965-Partido de San Andrés de Giles, 23 de abril de 2021) fue un político argentino. Fue ministro de Transporte de la Nación desde el 10 de diciembre de 2019 hasta su fallecimiento el 23 de abril de 2021. Además fue intendente del partido de Junín, en la provincia de Buenos Aires, entre 2003 y 2015.

## Biografía

### Comienzos
Nació en la localidad de Ascensión, partido de General Arenales, el 22 de enero de 1965. Hijo de Andrés Meoni y de Esmeralda Traverso, ambos de la ciudad de Junín. Estuvo casado desde 1991 con Laura Oliva, con quien fue padre de mellizos, Felipe y Robertino.
En 1987 fue nombrado empleado del Programa Alimentario Nacional (PAN) del Ministerio de Acción Social de la Nación, durante la presidencia de Raúl Alfonsín. De 1991 a 1995 fue concejal por la UCR en el partido de Junín.
De 1995 a 1999 fue prosecretario del Bloque de Diputados Nacionales de la UCR.
De 1999 a 2003 fue diputado provincial por la UCR en la Cámara de Diputados de la Provincia de Buenos Aires. Durante este período fue vicepresidente segundo de su bloque.[cita requerida]

### Intendente de Junín (2003-2015)

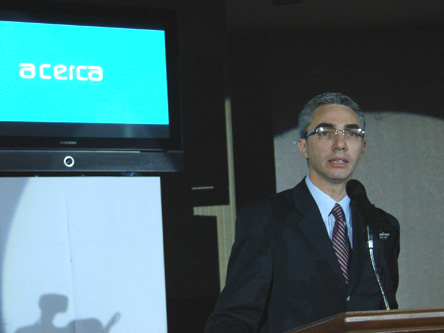
Meoni durante su primer mandato como intendente de Junín, 2007.

Se presentó en varias ocasiones como precandidato a intendente de la ciudad de Junín, el 30 de marzo de 2003. En tanto, el 14 de septiembre de 2003 fue elegido intendente del partido de Junín con 16.836 votos (el 38,34 % del total), asumiendo el 10 de diciembre siendo el 45.º intendente de Junín.[cita requerida] Fue reelegido como intendente el 28 de octubre de 2007 al ganar nuevamente las elecciones, obteniendo 21.399 votos (el 42,60 %).
En este caso, Meoni integró la Concertación Plural a la que había llamado el presidente de la Nación, Néstor Kirchner. Por lo tanto, participó de las elecciones a través del Frente Cívico Concertación Junín por Todos en el marco de una crisis institucional desatada en Junín tras los graves incidentes registrados.
Fue uno de los principales colaboradores del Programa MuNet de la Organización de Estados Americanos (OEA), que busca que los municipios aceleren su transformación y desarrollen políticas públicas para mejorar su eficiencia y su transparencia mediante el uso de las nuevas tecnologías. En este marco, Meoni dio charlas de capacitación y motivación para intendentes de Panamá, Costa Rica y Paraguay.
En las elecciones de 2011, Meoni volvió a ganar la intendencia de Junín. Obtuvo 22.651 votos, lo que representó el 41,27 %, relegando al segundo puesto al candidato del Frente para la Victoria Gustavo Traverso, quien contaba con el respaldo de la presidenta de la Nación, y de los ministros nacionales. Además de haber sido reelecto, logró que ingresaran al Concejo Deliberante cinco integrantes de su lista, Carlos Lombardi, Mauricio Mansilla, Cecilia Gómez, Renato Figgini Bava y José Luis Itoiz.
Durante su gestión el municipio de Junín fue premiado por colocarse a la vanguardia de la innovación tecnológica y la innovación para la gestión pública. Ha recibido importantes premios como el de la OEA a la innovación para la gestión pública en 2013, primer puesto del Índice Nacional de Páginas Web Municipales del CIPPEC en 2012 y una mención de IARAF por la transparencia fiscal de la web oficial en 2011.

#### Gabinete
El gabinete de funcionarios de Meoni en la Municipalidad de Junín estuvo conformado de la siguiente manera:
| Secretarías del Gobierno de Mario Meoni                   | Secretarías del Gobierno de Mario Meoni | Secretarías del Gobierno de Mario Meoni |
| Cartera                                                   | Titular                                 | Período                                 |
| --------------------------------------------------------- | --------------------------------------- | --------------------------------------- |
| Secretaría General y de Seguridad                         | Damian Itoiz                            |                                         |
| Secretaría de Gobierno                                    | Mauro Gorer                             |                                         |
| Secretaría de Obras y Servicios Públicos                  | Agustín Pinedo                          |                                         |
| Secretaría de Salud y Acción Social                       | Rubén Rasso                             |                                         |
| Secretaría Privada                                        | Rosana Bono                             |                                         |
| Subsecretarías del Gobierno de Mario Meoni                |                                         |                                         |
| Subsecretaría de Obras y Servicios Viales                 | Gastón Blanc                            |                                         |
| Subsecretaría de Deportes, Recreación, Turismo y Juventud | Mauricio Mansilla                       |                                         |
| Subsecretaría de la Producción                            | Oscar Palma                             |                                         |
| Direcciones del Gobierno de Mario Meoni                   |                                         |                                         |
| Dirección de Asuntos Legales                              | Patricio Fay                            |                                         |
| Dirección de Cultura y Comunicación Institucional         | Raquel Tarullo                          |                                         |
| Dirección de Deportes                                     | Pablo Durán                             |                                         |
| Dirección de Recreación                                   | Jorge Buvier                            |                                         |
| Dirección de Turismo                                      | Juan Pablo Mastrangelo                  |                                         |
| Dirección de la Juventud                                  | Mario Scévola                           |                                         |
| Dirección de Control de Gestión de Calidad                | Silvio Scasso                           |                                         |
| Dirección de Personal                                     | Néstor Larraza                          |                                         |
| Dirección de Ingresos Públicos                            | Ariel Bianchi                           |                                         |
| Dirección de Relaciones Internacionales                   | Juan Pablo Itoiz                        |                                         |
| Dirección de Informática                                  | Eugenio Marchetto                       |                                         |
| Dirección de Planeamiento y Desarrollo Urbano             | Laura Franco                            |                                         |
| Dirección de Obras Municipales                            | Alcides Truqi                           |                                         |
| Dirección de Servicios Urbanos                            | Javier Silvestri                        |                                         |
| Dirección de Obras Sanitarias Municipales                 | Alberto Massa                           |                                         |
| Dirección de Relaciones con la Comunidad                  | José Ramón Pelagagge                    |                                         |
| Dirección de Educación                                    | Cristina Cavallo                        |                                         |
| Dirección de Salud                                        | Carlos Lombardi                         |                                         |
| Dirección de Prensa                                       | Javier Gabrielli                        |                                         |
| Organismos del Gobierno de Mario Meoni                    |                                         |                                         |
| Administración de Talleres Municipales                    | César Dárdano                           |                                         |
| Administración de la Terminal de Ómnibus                  | Claudio Martínez                        |                                         |
| Contaduría Municipal                                      | María Valeria Arata                     |                                         |
| Tesorería Municipal                                       | Claudio Burgos                          |                                         |
| Jefatura de Compras                                       | Roberta Orellanos                       |                                         |

### Director del Banco Provincia (2016-2019)
En 2016 fue designado director del Banco de la Provincia de Buenos Aires, cargo que ocupó hasta diciembre de 2019.

### Ministro de Transporte (2019-2021)

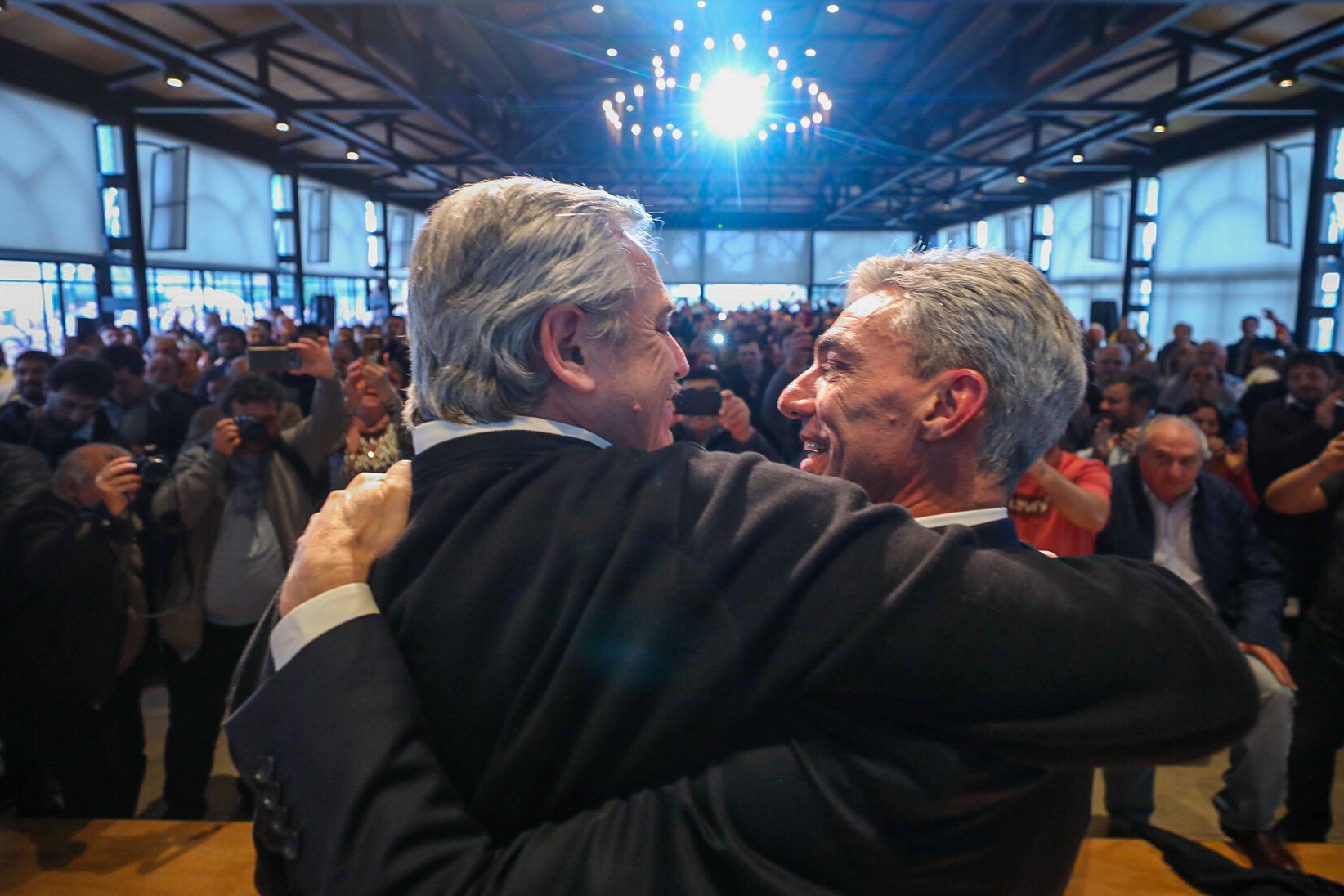
Alberto Fernández y Mario Meoni durante la campaña electoral de 2019.

En las elecciones de 2019, Meoni se presentó para ser elegido nuevamente como intendente de Junín, por el Frente  de Todos. En las primarias de agosto, superó en la interna a Victoria Muffarotto. En las elecciones generales de octubre, Meoni perdió ante el intendente y candidato de Juntos por el Cambio, Pablo Petrecca.
A partir del 10 de diciembre de 2019, fue ministro de Transporte de la Nación, convocado por el presidente Alberto Fernández.
Como ministro lanzó la  construcción de la nueva terminal de partidas de Aeroparque que tendrá 166 puestos de check in distribuidos en cinco islas y 128 puestos de self check-in, para facilitar el trámite, más un nuevo sistema de traslado de equipaje automatizado y con mayor seguridad que tiene una capacidad para procesar hasta 4275 equipajes por hora, siendo primero de su tipo en el país y en toda América Latina. 
El 7 de enero, a través de la Resolución 4/2020, se oficializó el congelamiento por 120 días de las tarifas del transporte urbano en el Área Metropolitana de Buenos Aires. Posteriormente sumó 5 mil millones de pesos a las provincias para que congelen también sus tarifas de transporte.
Entre algunas de las medidas que tomó como ministro, se destaca la conformación de una comisión para analizar la seguridad de los micros doble piso que fueron partícipes de múltiples accidentes.
También se aumentaron los vuelos de cabotaje e internacionales de Aerolíneas Argentinas, se aumentaron las frecuencias del servicio de tren Buenos Aires - Mar del Plata y se ampliaron las frecuencias de los servicios nocturnos de los trenes metropolitanos. También comenzaron las obras para extender la electrificación del ramal Roca. Al mismo tiempo en el marco del tercer aniversario del hundimiento del barco pesquero Repunte, cuestionó la antigüedad de la flota pesquera y la “falta de inversión” en el sector y anunció que Junta de Seguridad en el Transporte para investigar el caso del pesquero hundido el 17 de junio de 2017 y los posibles actos de corrupción ocurridos durante la gestión anterior.

### Masonería
Meoni perteneció también a la masonería. Este dato fue revelado poco después de su muerte por uno de los principales divulgadores de la masonería en la Argentina, el profesor Antonio Las Heras: "Hasta que perdió la vida Mario Meoni era miembro activo de la "Respetable Logia De los 300". Adviértase la carga de simbología histórica y espiritual de este nombre: "De los 300". En principio remite a la Batalla de las Termopilas, al rey Leónidas y los 300 espartanos. A la vez, recuerda a aquellos 300 -a los que refiere el Antiguo Testamento- que dirige Gedeon incluidos en la sentencia bíblica: "Sólo se quedarán los que se sientan fuertes y no tengan miedo". Todo esto evidencia que la logia -también llamada "taller" pues es un lugar de trabajo- a la que pertenecía Meoni estaba dedicada a cuestiones políticas y gubernamentales; a intervenir con acciones concretas, tal como lo hicieran Leónidas y Gedeon.  la Logia De los 300, pertenece a la Gran Logia de la Argentina de Libres y Aceptados Masones, donde lleva el número de identificación 631. Sus miembros no se reúnen en uno de los templos conocidos de esta Orden sino lo hacen en un domicilio particular, lo que les brinda anonimato y discreción más que suficientes".

### Fallecimiento
Falleció a causa de un accidente de tránsito durante la lluviosa noche del 23 de abril de 2021, en el km 112 de la Ruta Nacional 7 a su paso por el partido de San Andrés de Giles. El presidente Fernández lamentó su muerte y en medio de lágrimas dijo:

Créanme que pierdo a alguien… ufff. Lo quise mucho y era realmente valioso. A Mario lo conocí en el año 2003 cuando era intendente y yo jefe de Gabinete. Fuimos forjando una amistad que terminó con él como ministro cuando yo fui presidente. Cuando ayer me llamó Sergio Massa para contarme quedé derrumbado porque es una muerte incompresible porque era un hombre joven, de una vida muy sana. Y la verdad una pérdida enorme porque por ahí la gente no lo percibe porque tenía cierto perfil bajo. Perdemos a un político cabal, incansable y honesto. Un funcionario ejemplar.